# Campeonato Mundial Júnior de Patinação Artística no Gelo de 2006
O Campeonato Mundial Júnior de Patinação Artística no Gelo de 2006 foi a trigésima primeira edição do Campeonato Mundial Júnior de Patinação Artística no Gelo, um evento anual de patinação artística no gelo organizado pela União Internacional de Patinação (em inglês:  International Skating Union) onde os patinadores artísticos competem pelo título de campeão mundial júnior. A competição foi disputada entre os dias 6 de março e 12 de março, na cidade de Liubliana, Eslovênia.

## Eventos
- Individual masculino
- Individual feminino
- Duplas
- Dança no gelo

## Medalhistas
| Evento                        | Ouro                                          | Prata                                        | Bronze                                                 |
| Individual masculino detalhes | Takahiko Kozuka · Japão                       | Sergei Voronov · Rússia                      | Yannick Ponsero · França                               |
| Individual feminino detalhes  | Kim Yu-Na · Coreia do Sul                     | Mao Asada · Japão                            | Christine Zukowski · Estados Unidos                    |
| Duplas detalhes               | Julia Vlassov · Drew Meekins · Estados Unidos | Kendra Moyle · Andy Seitz · Estados Unidos   | Ksenia Krasilnikova · Konstantin Bezmaternikh · Rússia |
| Dança no gelo detalhes        | Tessa Virtue · Scott Moir · Canadá            | Natalia Mikhailova · Arkadi Sergeev · Rússia | Meryl Davis · Charlie White · Estados Unidos           |

## Resultados

### Individual masculino
| Pos.                                                  | Nome                | Nacionalidade    | Pontos | QA         | QB         | PC         | PL         |
| ----------------------------------------------------- | ------------------- | ---------------- | ------ | ---------- | ---------- | ---------- | ---------- |
| Medalha de ouro                                       | Takahiko Kozuka     | Japão            | 180.05 | 107.52 (3) |            | 60.07 (2)  | 119.98 (1) |
| Medalha de prata                                      | Sergei Voronov      | Rússia           | 172.92 | 108.30 (2) |            | 57.66 (5)  | 115.26 (2) |
| Medalha de bronze                                     | Yannick Ponsero     | França           | 170.97 |            | 111.80 (2) | 63.29 (1)  | 107.68 (7) |
| 4                                                     | Stephen Carriere    | Estados Unidos   | 169.14 |            | 114.86 (1) | 56.89 (6)  | 112.25 (4) |
| 5                                                     | Takahito Mura       | Japão            | 168.39 | 106.78 (4) |            | 55.15 (8)  | 113.24 (3) |
| 6                                                     | Patrick Chan        | Canadá           | 168.19 |            | 105.10 (6) | 59.54 (3)  | 108.65 (6) |
| 7                                                     | Kevin Reynolds      | Canadá           | 165.14 | 103.08 (7) |            | 53.04 (11) | 112.10 (5) |
| 8                                                     | Alexander Uspenski  | Rússia           | 157.68 | 110.88 (1) |            | 52.99 (12) | 104.69 (8) |
| 9                                                     | Geoffry Varner      | Estados Unidos   | 152.54 | 100.00 (8) |            | 53.36 (10) | 99.18 (11) |
| 10                                                    | Yang Chao           | China            | 152.48 |            | 103.52 (7) | 56.52 (7)  | 95.96 (14) |
| 11                                                    | Daisuke Murakami    | Estados Unidos   | 152.17 | 105.20 (6) |            | 51.08 (14) | 101.09 (9) |
| 12                                                    | Ryo Shibata         | Japão            | 151.01 | 106.20 (5) |            | 55.08 (9)  | 95.93 (15) |
| 13                                                    | Peter Liebers       | Alemanha         | 150.33 |            | 111.30 (3) | 57.67 (4)  | 92.66 (17) |
| 14                                                    | Moris Pfeifhofer    | Suíça            | 150.21 |            | 107.10 (4) | 51.47 (13) | 98.74 (12) |
| 15                                                    | Viktor Pfeifer      | Áustria          | 150.06 |            | 105.80 (5) | 50.21 (17) | 99.85 (10) |
| 16                                                    | Adrian Schultheiss  | Suécia           | 146.27 |            | 101.30 (8) | 50.95 (16) | 95.32 (16) |
| 17                                                    | Kim Lucine          | França           | 144.46 | 92.98 (10) |            | 46.48 (22) | 97.98 (13) |
| 18                                                    | Guan Jinlin         | China            | 141.87 |            | 88.70 (10) | 49.21 (19) | 92.66 (18) |
| 19                                                    | Yannick Kocon       | França           | 133.99 |            | 83.10 (12) | 50.98 (15) | 83.01 (22) |
| 20                                                    | Pavel Kaska         | República Tcheca | 132.82 |            | 89.46 (9)  | 46.57 (21) | 86.25 (19) |
| 21                                                    | Luka Cadez          | Eslovênia        | 132.38 |            | 85.98 (11) | 49.21 (18) | 83.17 (20) |
| 22                                                    | Mateusz Chruscinski | Polônia          | 128.25 | 82.90 (14) |            | 46.94 (20) | 81.31 (23) |
| 23                                                    | David Richardson    | Reino Unido      | 125.97 | 87.50 (13) |            | 42.95 (24) | 83.02 (21) |
| 24                                                    | Vitali Sazonets     | Ucrânia          | 119.89 |            | 76.06 (13) | 45.81 (23) | 74.08 (24) |
| Não avançaram para a patinação livre / programa longo |                     |                  |        |            |            |            |            |
| 25                                                    | Michael Chrolenko   | Noruega          | 42.4   |            | 67.56 (15) | 42.40 (25) |            |
| 26                                                    | Taras Rajec         | Eslováquia       | 40.15  | 76.22 (15) |            | 40.15 (26) |            |
| 27                                                    | Marco Fabbri        | Itália           | 40.13  | 92.78 (11) |            | 40.13 (27) |            |
| 28                                                    | Alexandr Kazakov    | Bielorrússia     | 37.89  | 95.90 (9)  |            | 37.89 (28) |            |
| 29                                                    | Valtter Virtanen    | Finlândia        | 36.77  | 92.36 (12) |            | 36.77 (29) |            |
| 30                                                    | Georgi Kenchadze    | Bulgária         | 34.71  |            | 68.40 (14) | 34.71 (3)  |            |
| Não avançaram para o programa curto                   |                     |                  |        |            |            |            |            |
| 31                                                    | Boris Martinec      | Croácia          | —      | 64.62 (16) |            |            |            |
| 31                                                    | Evgeni Krasnapolski | Israel           | —      |            | 61.76 (16) |            |            |
| 33                                                    | Tigran Vardanjan    | Hungria          | —      | 61.94 (17) |            |            |            |
| 33                                                    | Zoltan Kelemen      | Romênia          | —      |            | 61.12 (17) |            |            |
| 35                                                    | Gegham Vardanyan    | Armênia          | —      | 61.60 (18) |            |            |            |
| 35                                                    | Robert Mcnamara     | Austrália        | —      |            | 57.30 (18) |            |            |
| 37                                                    | Kutay Eryoldas      | Turquia          | —      | 61.18 (19) |            |            |            |
| 37                                                    | Tatsuya Tanaka      | Hong Kong        | —      |            | 53.02 (19) |            |            |
| 39                                                    | Manuel Legaz        | Espanha          | —      | 56.46 (20) |            |            |            |
| 39                                                    | Egor Kocheev        | Uzbequistão      | —      |            | 41.80 (20) |            |            |

### Individual feminino
| Pos.                                                  | Nome                       | Nacionalidade        | Pontos | QA         | QB         | PC         | PL         |
| ----------------------------------------------------- | -------------------------- | -------------------- | ------ | ---------- | ---------- | ---------- | ---------- |
| Medalha de ouro                                       | Kim Yuna                   | Coreia do Sul        | 177.54 | 107.52 (1) |            | 60.86 (1)  | 116.68 (1) |
| Medalha de prata                                      | Mao Asada                  | Japão                | 153.35 |            | 113.58 (1) | 56.10 (2)  | 97.25 (2)  |
| Medalha de bronze                                     | Christine Zukowski         | Estados Unidos       | 135.14 | 76.20 (2)  |            | 51.37 (3)  | 83.77 (4)  |
| 4                                                     | Nana Takeda                | Japão                | 129.09 |            | 94.90 (2)  | 38.94 (16) | 90.15 (3)  |
| 5                                                     | Aki Sawada                 | Japão                | 126.15 |            | 76.88 (6)  | 47.85 (6)  | 78.30 (7)  |
| 6                                                     | Alissa Czisny              | Estados Unidos       | 124.18 |            | 83.40 (3)  | 50.36 (4)  | 73.82 (11) |
| 7                                                     | Kim Chae-Hwa               | Coreia do Sul        | 122.81 |            | 75.30 (8)  | 42.12 (10) | 80.69 (5)  |
| 8                                                     | Jenni Vähämaa              | Finlândia            | 121.88 | 71.46 (5)  |            | 42.76 (9)  | 79.12 (6)  |
| 9                                                     | Laura Lepistö              | Finlândia            | 121.05 | 67.92 (7)  |            | 44.24 (8)  | 76.81 (9)  |
| 10                                                    | Katarina Gerboldt          | Rússia               | 120.90 | 70.40 (6)  |            | 45.78 (7)  | 75.12 (10) |
| 11                                                    | Jelena Glebova             | Estônia              | 118.26 |            | 76.32 (7)  | 40.42 (12) | 77.84 (8)  |
| 12                                                    | Arina Martinova            | Rússia               | 116.39 | 73.98 (3)  |            | 49.96 (5)  | 66.43 (18) |
| 13                                                    | Megan Hyatt                | Estados Unidos       | 113.82 |            | 82.46 (4)  | 40.11 (13) | 73.71 (12) |
| 14                                                    | Shin Yea-Ji                | Coreia do Sul        | 110.17 | 65.94 (10) |            | 38.30 (18) | 71.87 (14) |
| 15                                                    | Amelie Lacoste             | Canadá               | 109.91 |            | 59.42 (14) | 37.36 (19) | 72.55 (13) |
| 16                                                    | Astrid Mangi               | Áustria              | 108.15 |            | 59.52 (13) | 39.85 (14) | 68.30 (16) |
| 17                                                    | Caterina Gabanella         | Itália               | 105.79 | 61.38 (12) |            | 37.33 (20) | 68.46 (15) |
| 18                                                    | Nella Simaova              | República Tcheca     | 105.78 |            | 68.38 (9)  | 38.35 (17) | 67.43 (17) |
| 19                                                    | Isabelle Nylander          | Suécia               | 102.83 | 73.34 (4)  |            | 42.05 (11) | 60.78 (22) |
| 20                                                    | Nadege Bobillier           | França               | 102.75 |            | 65.36 (11) | 36.53 (21) | 66.22 (19) |
| 21                                                    | Diane Szmiett              | Canadá               | 102.20 |            | 80.08 (5)  | 36.34 (22) | 65.86 (20) |
| 22                                                    | Radka Bartova              | Eslováquia           | 101.63 | 67.92 (8)  |            | 39.43 (15) | 62.20 (21) |
| 23                                                    | Laura Czarnotta            | Polônia              | 90.59  | 54.88 (15) |            | 33.29 (24) | 57.30 (23) |
| 24                                                    | Bettina Heim               | Suíça                | 85.11  |            | 59.42 (15) | 34.82 (23) | 50.29 (24) |
| 25                                                    | Dasa Grm                   | Eslovênia            | 73.21  |            | 53.44 (17) | 27.48 (31) | 45.73 (25) |
| Não avançaram para a patinação livre / programa longo |                            |                      |        |            |            |            |            |
| 26                                                    | Tina Wang                  | Austrália            | 32.67  | 61.40 (11) |            | 32.67 (25) |            |
| 27                                                    | Christiane Berger          | Alemanha             | 32.06  | 58.46 (14) |            | 32.06 (26) |            |
| 28                                                    | Jocelyn Ho                 | Taipé Chinesa        | 29.77  |            | 60.58 (12) | 29.77 (27) |            |
| 29                                                    | Guo Yalu                   | China                | 29.72  | 67.58 (9)  |            | 29.72 (28) |            |
| 30                                                    | Sonia Lafuente             | Espanha              | 29.25  |            | 65.82 (10) | 29.25 (29) |            |
| 31                                                    | Kirsten Verbist            | Bélgica              | 27.62  | 60.70 (13) |            | 27.62 (3)  |            |
| Não avançaram para o programa curto                   |                            |                      |        |            |            |            |            |
| 32                                                    | Mia Brix                   | Dinamarca            | —      | 53.82 (16) |            |            |            |
| 32                                                    | Victoria Muniz             | Porto Rico           | —      |            | 57.68 (16) |            |            |
| 34                                                    | Manuela Stanukova          | Bulgária             | —      | 53.52 (17) |            |            |            |
| 35                                                    | Emma Hagieva               | Azerbaijão           | —      | 52.18 (18) |            |            |            |
| 35                                                    | Julia Sheremet             | Bielorrússia         | —      |            | 52.80 (18) |            |            |
| 37                                                    | Bianka Padar               | Hungria              | —      | 49.88 (19) |            |            |            |
| 37                                                    | Sharon Resseler            | Países Baixos        | —      |            | 51.76 (19) |            |            |
| 39                                                    | Zeljka Krizmanic           | Croácia              | —      | 49.72 (20) |            |            |            |
| 39                                                    | Rima Beliy                 | Israel               | —      |            | 50.48 (20) |            |            |
| 41                                                    | Emily Naphtal              | México               | —      | 46.38 (21) |            |            |            |
| 41                                                    | Tamami Ono                 | Hong Kong            | —      |            | 46.32 (21) |            |            |
| 43                                                    | Maria Balaba               | Letônia              | —      | 45.36 (22) |            |            |            |
| 43                                                    | Ruta Gajauskaite           | Lituânia             | —      |            | 45.06 (22) |            |            |
| 45                                                    | Erle Harstad               | Noruega              | —      | 44.92 (23) |            |            |            |
| 45                                                    | Sonja Mugosa               | Sérvia e Montenegro  | —      |            | 41.86 (23) |            |            |
| 47                                                    | Megan Allely               | África do Sul        | —      | 39.54 (24) |            |            |            |
| 47                                                    | Roxana Boamfa              | Romênia              | —      |            | 38.86 (24) |            |            |
| 49                                                    | Buse Coskun                | Turquia              | —      | 37.78 (25) |            |            |            |
| 49                                                    | Gracielle Jeanne Tan       | Filipinas            | —      |            | 38.50 (25) |            |            |
| 51                                                    | Natalia Alexandra Mitsuoka | Argentina            | —      | 34.40 (26) |            |            |            |
| 51                                                    | Ani Vardanyan              | Armênia              | —      |            | 35.72 (26) |            |            |
| 53                                                    | Naida Aksamija             | Bósnia e Herzegovina | —      |            | 27.42 (27) |            |            |

### Duplas
| Pos.              | Nome                                          | Nacionalidade  | Pontos | PC         | PL         |
| ----------------- | --------------------------------------------- | -------------- | ------ | ---------- | ---------- |
| Medalha de ouro   | Julia Vlassov / Drew Meekins                  | Estados Unidos | 138.05 | 45.44 (4)  | 92.61 (1)  |
| Medalha de prata  | Kendra Moyle / Andy Seitz                     | Estados Unidos | 133.50 | 48.47 (1)  | 85.03 (4)  |
| Medalha de bronze | Ksenia Krasilnokova / Konstantin Bezmaternikh | Rússia         | 132.66 | 45.23 (5)  | 87.43 (3)  |
| 4                 | Bridget Namiotka / John Coughlin              | Estados Unidos | 132.35 | 43.51 (6)  | 88.84 (2)  |
| 5                 | Angelika Pylkina / Niklas Hogner              | Suécia         | 129.62 | 46.28 (3)  | 83.34 (5)  |
| 6                 | Ekaterina Vasilieva / Alexander Smirnov       | Rússia         | 127.31 | 48.11 (2)  | 79.20 (7)  |
| 7                 | Emilie Demers Boutin / Pierre-Philippe Joncas | Canadá         | 121.31 | 40.64 (7)  | 80.67 (6)  |
| 8                 | Valene Maheu / Simon-Pierre Cote              | Canadá         | 113.56 | 40.26 (8)  | 73.30 (8)  |
| 9                 | Zhao Rui / An Yang                            | China          | 106.65 | 34.33 (14) | 72.32 (9)  |
| 10                | Amanda Ribeiro / Stuart Chutter               | Canadá         | 106.46 | 38.04 (10) | 68.42 (10) |
| 11                | Julia Goreeva / Roman Talan                   | Ucrânia        | 104.19 | 35.81 (12) | 68.38 (11) |
| 12                | Victoria Kazantseva / Alexander Enbert        | Rússia         | 99.61  | 39.56 (9)  | 60.05 (13) |
| 13                | Aneta Michalek / Bartosz Paluchowski          | Polônia        | 98.20  | 34.34 (13) | 63.86 (12) |
| 14                | An Ni / Wu Yiming                             | China          | 96.40  | 37.07 (11) | 59.33 (14) |
| 15                | Kristina Kabatova / Martin Hanulak            | Eslováquia     | 87.84  | 30.31 (15) | 57.53 (15) |

### Dança no gelo
| Pos.                             | Nome                                    | Nacionalidade    | Pontos | DC         | DO         | DL         |
| -------------------------------- | --------------------------------------- | ---------------- | ------ | ---------- | ---------- | ---------- |
| Medalha de ouro                  | Tessa Virtue / Scott Moir               | Canadá           | 172.57 | 34.88 (1)  | 55.13 (1)  | 82.56 (1)  |
| Medalha de prata                 | Natalia Mikhailova / Arkadi Sergeev     | Rússia           | 168.41 | 34.65 (2)  | 55.01 (2)  | 78.75 (3)  |
| Medalha de bronze                | Meryl Davis / Charlie White             | Estados Unidos   | 167.20 | 33.31 (3)  | 52.74 (4)  | 81.15 (2)  |
| 4                                | Anna Cappellini / Luca Lanotte          | Itália           | 160.72 | 32.24 (4)  | 54.68 (3)  | 73.80 (6)  |
| 5                                | Anastasia Platonova / Andrei Maximishin | Rússia           | 157.59 | 29.60 (6)  | 50.64 (5)  | 77.35 (4)  |
| 6                                | Trina Pratt / Todd Gilles               | Estados Unidos   | 150.16 | 28.59 (7)  | 47.46 (6)  | 74.11 (5)  |
| 7                                | Anastasia Gorshkova / Ilia Tkachenko    | Rússia           | 149.16 | 31.70 (5)  | 44.05 (9)  | 73.41 (7)  |
| 8                                | Allie Hann-McCurdy / Michael Coreno     | Canadá           | 139.55 | 27.89 (9)  | 45.48 (7)  | 66.18 (9)  |
| 9                                | Grethe Grunberg / Kristian Rand         | Estônia          | 139.40 | 28.56 (8)  | 44.21 (8)  | 66.63 (8)  |
| 10                               | Emily Samuelson / Evan Bates            | Estados Unidos   | 134.16 | 27.28 (10) | 43.91 (10) | 62.97 (11) |
| 11                               | Huang Xintong / Zheng Xun               | China            | 132.53 | 25.29 (15) | 42.51 (11) | 64.73 (10) |
| 12                               | Joanna Budner / Jan Moscicki            | Polônia          | 129.20 | 25.69 (12) | 41.65 (12) | 61.86 (12) |
| 13                               | Elodie Brouille / Benoit Richaud        | França           | 126.55 | 25.77 (11) | 40.23 (14) | 60.55 (13) |
| 14                               | Camilla Spelta / Marco Garavaglia       | Itália           | 123.25 | 25.37 (14) | 38.45 (17) | 59.43 (14) |
| 15                               | Mylene Lamoureux / Michael Mee          | Canadá           | 121.97 | 25.55 (13) | 41.33 (13) | 55.09 (17) |
| 16                               | Tanja Kolbe / Paul Boll                 | Alemanha         | 120.72 | 23.40 (17) | 39.46 (15) | 57.86 (15) |
| 17                               | Krisztina Barta / Adam Toth             | Hungria          | 117.94 | 22.19 (18) | 38.51 (16) | 57.24 (16) |
| 18                               | Alina Saprikina / Pavel Khimich         | Ucrânia          | 115.62 | 24.00 (16) | 37.37 (18) | 54.25 (19) |
| 19                               | Lucie Mysliveckova / Matej Novak        | República Tcheca | 111.74 | 21.89 (19) | 35.28 (19) | 54.57 (18) |
| 20                               | Leigh Rogers / Lloyd Jones              | Reino Unido      | 109.95 | 21.32 (21) | 34.84 (20) | 53.79 (20) |
| 21                               | Ekaterina Zaikina / Otar Japaridze      | Geórgia          | 108.62 | 21.40 (20) | 34.42 (22) | 52.80 (21) |
| 22                               | Barbora Heroldova / Zdenek Pazdera      | República Tcheca | 105.31 | 19.84 (24) | 34.70 (21) | 50.77 (22) |
| 23                               | Danielle O'Brien / Gregory Merriman     | Austrália        | 101.64 | 20.16 (23) | 33.33 (24) | 48.15 (23) |
| 24                               | Anna Thomsen / Nikolaj Sorensen         | Dinamarca        | 97.85  | 20.29 (22) | 34.09 (23) | 43.47 (24) |
| Não avançaram para a dança livre |                                         |                  |        |            |            |            |
| 25                               | Nora von Bergen / Bris Raeber           | Suíça            | 52.34  | 19.68 (25) | 32.66 (25) |            |
| 26                               | Maria Feoktsistava / Vitali Vakunov     | Bielorrússia     | 38.08  | 14.43 (26) | 23.65 (26) |            |

## Quadro de medalhas
| Ordem | País           | Medalha de ouro | Medalha de prata | Medalha de bronze |    | Ordem por total |
| ----- | -------------- | --------------- | ---------------- | ----------------- | -- | --------------- |
| 1     | Estados Unidos | 1               | 1                | 2                 | 4  | 1               |
| 2     | Japão          | 1               | 1                |                   | 2  | 3               |
| 3     | Canadá         | 1               |                  |                   | 1  | 4               |
| 3     | Coreia do Sul  | 1               |                  |                   | 1  | 4               |
| 5     | Rússia         |                 | 2                | 1                 | 3  | 2               |
| 6     | França         |                 |                  | 1                 | 1  | 4               |
| TOTAL | TOTAL          | 4               | 4                | 4                 | 12 | —               |